# Operacija Bagration
Operacija Bagration je bila sovjetska ofenzivna vojaška operacija med drugo svetovno vojno, v kateri je Rdeča armada očistila Belorusijo in uničila nemško armadno skupino Center. Operacija je dobila ime po ruskem generalu iz 18. stoletja, Petru Bagrationu, ki je padel v bitki pri Borodinu.

## Stanje pred operacijo
Stalin je na konferenci v Teheranu leta 1943 obljubil Churchillu in Rooseveltu, da bo pomagal zaveznikom pri njihovem osvobajanju Evrope tako, da bo sprožil veliko ofenzivo na vzhodu. 
Za tarčo si je izbral armadno skupino Center, ki je bila razporejena v Belorusiji, poveljeval pa ji je Hitlerjev zvesti feldmaršal Ernst Busch. Po bitki pri Kursku, kjer je bila armadna skupina Jug močno oslabljena je bila zdaj armadna skupina Center močno izpostavljena in deloma obkoljena. Nemci, ki so pričakovali napad na oslabljeno armadno skupino Jug pa so to armadno skupino v tednih pred ofenzivo popolnjevali z vojaki in oborožitvijo armadne skupine Center.

## Potek operacije
Operacija se je začela 22. junija 1944 v zgodnjih jutranjih urah, ko je okoli 200 sovjetskih divizij in okoli 6000 tankov s spremljajočo artilerijo in podporo vojnega letalstva začelo z napredovanjem proti 34 nemškim divizijam na več kot 700 kilometrov dolgi fronti. Hkrati so začeli sovjeti z letalstvom uničevati železniško infrastrukturo v nemškem zaledju, da bi preprečili dovoz okrepitev napadenim enotam. Pri tem so jim pomagale partizanske enote, ki so delovale na območju Belorusije že od začetka vojne.